# NGC 44
NGC 44 este o stea dublă (amândouă de tip F4) din constelația Andromeda. A fost înregistrată de către John Herschel în 22 noiembrie 1827.

## Legături externe
- NGC 44 la WikiSky: DSS2, SDSS, GALEX, IRAS, Hydrogen α, X-Ray, Astrophoto, Sky Map, Articole și imagini
- SEDS